# Walter Spalding
Walter Spalding (São Jerônimo, 28 de outubro de 1901 — Porto Alegre, 5 de junho de 1976) foi um historiador, poeta, jornalista e escritor brasileiro. 
Filho de Carlos Jorge Hermann Spalding, natural da Alemanha e Idalina Schreiner Spalding. Iniciou os estudos na cidade natal e, depois, no Instituto São José, em Canoas, de 1911 a 1919.
Foi bibliotecário no Arquivo Municipal de Porto Alegre, de 1937 a 1938. Em 1939 assumiu o cargo de diretor do Arquivo e Biblioteca Pública de Porto Alegre, onde aposentou-se em 1963.
Colaborou no jornal Correio do Povo e jornais cariocas e também em revistas especializadas de história, geografia e folclore, nacionais e estrangeiras. Foi organizador do Pavilhão Cultural da Exposição Comemorativa do Centenário Farroupilha em Porto Alegre, em 1935. Foi membro da Academia Rio-Grandense de Letras, do Instituto Histórico e Geográfico Brasileiro, do Instituto Histórico e Geográfico do Rio Grande do Sul (IHGRS) e do Instituto Brasileiro de Genealogia.
Com mais de duzentas obras publicadas, entre livros e artigos, Walter Spalding foi um dos intelectuais e historiadores mais influentes de sua geração no estado. Foi diretor da imprensa oficial da Prefeitura de Porto Alegre entre 1939 e 1943, manteve ligações com grupos tradicionalistas e participou da formação de uma mitologia sobre o gaúcho e dos debates sobre a identidade regional. Foi um dos principais debatedores no processo de definição da data oficial de fundação de Porto Alegre, de cuja história era grande conhecedor.
Dizia que o historiador deveria manter-se fiel aos fatos e aos documentos autênticos, mas ele próprio criou interpretações grandiloquentes e politicamente engajadas. Apresentou uma visão nova da Guerra do Paraguai, baseando-se em fontes primárias inéditas. No entanto, alinhado à corrente oficial e nacionalista, buscou glorificar a intervenção brasileira como heroica, humanitária e civilizadora, e nela, enfatizar a decisiva contribuição gaúcha. Para Luciano Aronne de Abreu, nas obras de Spalding:
"[...] pode-se perceber com clareza o sentido nacionalista e patriótico que os historiadores da matriz lusa conferiam aos seus estudos, exaltando os valores e os heróis do passado farroupilha, mas sempre com a clara preocupação de reafirmar seu caráter de brasilidade. No presente, dado o sentido pragmático que eles conferiam à história, pode-se dizer que seus estudos foram também produzidos com a intenção de, a partir deste passado heroico, fundamentar e legitimar as pretensões de afirmação do poder regional e de ascensão nacional das elites políticas gaúchas".
Por outro lado, com seu vasto conhecimento da história e da cultura do estado, contribuiu para distinguir melhor as especificidades das origens militares e campeiras do estado em relação às da Argentina e Uruguai, que compartilhavam antigos laços em comum com o Brasil. Mas, segundo Francisco das Neves Alves, recaiu nas mesmas tendências de exaltar demasiado as qualidades dos locais, mostrando o gaúcho como um exemplo de bravura e patriotismo, e de atribuir a formação da cultura estadual apenas à contribuição lusa. Seu discurso, em plena afinidade com o nacionalismo da Era Vargas, permaneceu influente por décadas.
Em 1978 foi homenageado como patrono da Feira do Livro de Porto Alegre. Seu nome batiza uma rua na cidade. A Biblioteca Walter Spalding do Museu Joaquim José Felizardo preserva sua coleção de livros.